# Championnat du Sénégal de football de deuxième division 2013
 (août 2025).
Motif : absence totale de sources secondaire sur cette compétition. Wikipédia n'est pas une base de données. Il est déjà suffisamment difficile de développer un vrai article encyclopédique sur la première division au Sénégal, alors se lancer dans une vague de création de la deuxième division ne semble pas pertinent.
- Archive Wikiwix
- Bing
- Cairn
- DuckDuckGo
- E. Universalis
- Gallica
- Google
- G. Books
- G. News
- G. Scholar
- Persée
- Qwant
- (zh) Baidu
- (ru) Yandex
- (wd) trouver des œuvres sur Wikidata

| 1. | Préciser le motif de la pose du bandeau. | Précisez le motif de la pose du bandeau en utilisant la syntaxe suivante : {{admissibilité à vérifier\|date=août 2025\|motif=remplacez ce texte par le motif}}                                                                    |
| 2. | Informer les utilisateurs concernés.     | Pensez à avertir le créateur de l'article, par exemple, en insérant le code ci-dessous sur sa page de discussion : {{subst:avertissement admissibilité à vérifier\|Championnat du Sénégal de football de deuxième division 2013}} |

Navigation
Championnat du Sénégal de Ligue 2 2011-2012 Championnat du Sénégal de Ligue 2 2013-2014
La saison 2013 du Championnat du Sénégal de football de Ligue 2 débute le 19 janvier 2013. C'est la 5e édition sous l'ère professionnelle. 16 clubs y participent dont deux groupes de 8
Les deux premier de chaque groupes sont promus Ligue 1, et s’affrontent, en final pour le titre , tandis que les deux derniers de chaque groupe rejoignent le championnat National 1.

## Organisation
Cette organisation visait à dynamiser la compétition tout en assurant une montée méritée vers l’élite du football sénégalais.
Déroulement et moments clés
Au fil de la saison, la poule A s’est avérée très disputée, avec le Stade de Mbour prenant rapidement la tête du classement. À la dixième journée, le Stade de Mbour comptait 16 points, devançant de peu Ndiambour et ETICS, ses principaux concurrents dans cette poule.
Dans la poule B, le club ASC Sunéor de Diourbel s’est rapidement imposé en leader, affichant une belle dynamique. Sunéor a confirmé sa supériorité en battant notamment Santhiaba (Ziguinchor) sur le score de 2-0, ce qui lui a permis de conforter sa place de premier.
Résultats et promotion
La finale de la Ligue 2 a opposé les deux premiers de chaque groupe, à savoir ASC Sunéor et le Stade de Mbour. C’est finalement ASC Sunéor qui s’est imposé (1-0) pour décrocher le titre de champion de la deuxième division. Les deux clubs ont ainsi validé leur montée en Ligue 1 pour la saison suivante, promettant de nouvelles batailles dans l’élite sénégalaise.
En bas de classement, les équipes ASC Yakaar, ASC HLM, Santhiaba, et ASC Jeanne d’Arc ont malheureusement connu la relégation, retournant en National 1.
Équipes participantes et enjeux
Parmi les participants, on retrouvait des clubs historiques comme ASC Jeanne d’Arc et des formations émergentes telles que Teungueth FC, récemment promu en Ligue 2. La compétition a été marquée par un niveau technique satisfaisant et une réelle rivalité sportive, avec des clubs ambitieux désireux de rejoindre la Ligue 1.
Conclusion
La saison 2013 du Championnat du Sénégal de football de deuxième division a ainsi rempli son rôle de tremplin pour les clubs désireux d’accéder au plus haut niveau national. Avec une organisation claire, une compétition équilibrée et des matchs disputés, cette édition a renforcé l’attrait pour le football professionnel au Sénégal.

## Poule A

### Classement
| Rang | Équipe                           | Pts | J  | G | N  | P | Bp | Bc | Diff |
| ---- | -------------------------------- | --- | -- | - | -- | - | -- | -- | ---- |
| 1    | Stade de Mbour                   | 23  | 14 | 6 | 5  | 3 | 14 | 6  | +8   |
| 2    | ASEC Ndiambour                   | 22  | 14 | 5 | 7  | 2 | 12 | 7  | +5   |
| 3    | ETICS de Mboro                   | 19  | 14 | 3 | 10 | 1 | 13 | 13 | 0    |
| 4    | RS Yoff                          | 19  | 14 | 4 | 7  | 3 | 10 | 8  | +2   |
| 5    | CNEPS Excellence Football Club P | 18  | 14 | 4 | 6  | 4 | 8  | 8  | 0    |
| 6    | ASC Saloum                       | 15  | 14 | 3 | 6  | 5 | 9  | 12 | -3   |
| 7    | ASC HLM                          | 13  | 14 | 1 | 10 | 3 | 8  | 11 | -3   |
| 8    | ASC YakaarR                      | 11  | 14 | 2 | 5  | 7 | 6  | 15 | -9   |

## Poule B

### Classement
| Rang | Équipe                 | Pts | J  | G | N | P | Bp | Bc | Diff |
| ---- | ---------------------- | --- | -- | - | - | - | -- | -- | ---- |
| 1    | ASC Suneor             | 27  | 14 | 7 | 6 | 1 | 23 | 10 | +13  |
| 2    | Renaissance de Dakar   | 26  | 14 | 7 | 5 | 2 | 16 | 8  | +8   |
| 3    | Dakar SC               | 23  | 14 | 6 | 5 | 3 | 18 | 8  | +10  |
| 4    | Teungeuth FC P         | 20  | 14 | 4 | 8 | 2 | 13 | 12 | +1   |
| 5    | Bargueth FC            | 18  | 14 | 4 | 6 | 4 | 18 | 22 | -4   |
| 6    | ASC DahraR             | 16  | 14 | 3 | 7 | 4 | 13 | 16 | -3   |
| 7    | Santhiaba (Ziguinchor) | 8   | 14 | 1 | 5 | 8 | 20 | 7  | +13  |
| 8    | ASC Jeanne d'Arc       | 7   | 14 | 1 | 4 | 8 | 9  | 21 | -12  |

## Match des champions
| Équipe 1   | Résultat | Équipe 2       |
| ---------- | -------- | -------------- |
| ASC Suneor | 1 - 0    | Stade de Mbour |

,

## Référence
1. ↑  Ousseynou Pouye, « Diambars fait le plein à la cérémonie D’Orange sargal foot pro 2013 », sur seneplus.com, 19 avril 2014 (consulté le 2 avril 2025)
2. ↑  https://www.senenews.com/actualites/sport/ligue-2-stade-de-mbour-poule-a-et-suneor-poule-b-leaders_59235.html
3. ↑  Louis Georges Diatta, « Finale  Championnat Professionnels Ligue 2 », sur enqueteplus.com, 15 juin 2013 (consulté le 2 avril 2025)
4. ↑  « Finale du championnat national ligue 2 - La Suneor sacrée championne », sur allafrica.com, 15 juin 2013 (consulté le 8 avril 2025)